# Norr-Järnässjön
Norr-Järnässjön är en sjö i Söderhamns kommun i Hälsingland och ingår i Norralaåns huvudavrinningsområde. Sjön är 6 meter djup, har en yta på 0,155 kvadratkilometer och befinner sig 162 meter över havet.

## Delavrinningsområde
Norr-Järnässjön ingår i det delavrinningsområde (681666-154972) som SMHI kallar för Mynnar i Norralaån. Medelhöjden är 182 meter över havet och ytan är 5,44 kvadratkilometer. Det finns inga avrinningsområden uppströms utan avrinningsområdet är högsta punkten. Vattendraget som avvattnar avrinningsområdet har biflödesordning 2, vilket innebär att vattnet flödar genom totalt 2 vattendrag innan det når havet efter 30 kilometer. Avrinningsområdet består mestadels av skog (87 procent). Avrinningsområdet har 0,24 kvadratkilometer vattenytor vilket ger det en sjöprocent på 4,4 procent.